# Microserica quadripustulata
Microserica quadripustulata är en skalbaggsart som beskrevs av Moser 1915. Microserica quadripustulata ingår i släktet Microserica och familjen Melolonthidae. Inga underarter finns listade i Catalogue of Life.